# Alzeyer Truchsessenamt
Das Alzeyer Truchsessenamt war im Mittelalter ein (Erb-)Hofamt der rheinischen Pfalzgrafen. Es war verbunden mit Alzey, einem alten Vorort der Pfalzgrafschaft.
Ein Truchsess (dapifer) Heinrich des Pfalzgrafen Konrad von Staufen (1156–1195) erscheint erstmals zum Jahr 1190 in den Geschichtsquellen, als Zeuge in einer pfalzgräflichen Urkunde. Heinrich gehörte wohl der Familie der Winter von Alzey an, die 1165 und 1173 genannt wird. Eine weitere Truchsessenfamilie waren die Volker von Alzey, die eine Fidel im Wappen führten. Heinrich wie auch der zwischen 1208 und 1254 nachweisbare Werner I. waren Ministeriale des Pfalzgrafen.
Aufgaben und Rechte besaßen die Truchsessen als Vasallen des rheinischen Pfalzgrafen insbesondere in und für Alzey. Die Alzeyer Burg hatten sie inne, Zehnte in der Umgebung der Stadt gehörten wie Grundbesitz gehörten zu den Dienstlehen der Ministerialen, in Anlehnung an die dortige pfalzgräfliche Grundherrschaft, die das Alzeyer Weistum aus dem späten 15. Jahrhundert beschreibt. Die ursprüngliche Aufgabe der Truchsessen bestand darin, die Versorgung des pfalzgräflichen Hofes (in Alzey) zu leiten.
Das 13. und 14. Jahrhundert war durch ein Mit- und Gegeneinander von Truchsessen und Pfalzgrafen geprägt, wobei die Rechte der Truchsessen, etwa an der Alzeyer Burg, zunehmend verloren gingen. 1291 kam es zu einer Fehde zwischen den Truchsessen Philipp I. (1262, 1292) und Gerhard I. (1265, 1292) einerseits und dem wittelsbachischen Pfalzgrafen Ludwig II. (1253–1294) andererseits; die Fehde wurde 1292 mit einem Kompromiss beendet, wonach die Truchsessen Burgmannen des Pfalzgrafen wurden. 1305 erwarb zudem Pfalzgraf Ludwig III. (1301–1329) die Burg Alzey vollständig. Danach blieb die Verbindung zwischen Truchsessen und Pfalzgrafen sporadisch.
Vor 1360 starben die Alzeyer Truchsessen aus, der mit diesen verwandten Johann von Scharfeneck erhielt mit Belehnungsurkunde vom 9. September 1360 das pfalzgräfliche (Hof-)Truchsessenamt, wobei manche zuvor mit Truchsessenamt verbundene Lehen an andere Personen gingen. Aus den Scharfeneck wurden bis zu deren Aussterben 1416 die „Obersten Truchsesse der Pfalz“, das Alzeyer Truchsessenamt hingegen kam wahrscheinlich ebenfalls 1360 an die Raugrafen. Raugraf Otto (1411, 1457) sollte dann die mit dem Alzeyer Truchsessenamt verbundenen Besitzungen und Rechte 1457 an Kurfürst Friedrich I. von der Pfalz (1449–1476) verkaufen. Damit hörte das Alzeyer Truchsessenamt auf zu bestehen.

## Truchsesse von Alzey
- Werner (thelonarius) (1173)
- Heinrich (Truchsess) (1190)
- Werner I. (Truchsess von Alzey) (1208, 1254)
- Werner II. (1227, 1262)
- Philipp I. (1262, 1292)
- Gerhard I. (1265, 1292)
- Gerhard II. (1292, 1305, 1333)
- Wenz (1305, 1307)
- Heinrich (1329, 1353)
- Johann (1341, 1357)
- Konrad (1345, 1357)